# Marsdiep (zeegat)
Het Marsdiep is een zeegat tussen Den Helder en Texel. Het verbindt de Noordzee en de Waddenzee met elkaar en is het meest westelijke zeegat van de Waddenzee.
Het Marsdiep was ooit een beek die op de Hoornder heuvel ontsprong en uitmondde in het Wieringermeer. De beek werd al in de 9e eeuw genoemd, en heette destijds Maresdeop, van mare (meer) en deop (diep, of stroom). De Maresdeop vormde deels de grens tussen de gouw Texla en de gouw Wiron, in de tijd dat West-Friesland en Friesland alleen waren gescheiden door 't Vlie. Aangenomen wordt dat aan deze situatie een eind kwam in de loop van de twaalfde eeuw. Daarbij waren een aantal stormvloeden van doorslaggevend belang, met name de Allerheiligenvloed van 1170 en de Sint-Nicolaasvloed van 1196. De Noordzee brak tussen het huidige Huisduinen en Texel door de duinenrij. Het Almere werd Zuiderzee, het Marsdiep kreeg een verbinding met de Noordzee en Texel werd een eiland.
In de loop der tijd verlegde het Marsdiep zich naar het zuiden. De monding aan de Noordzeekant is inmiddels gesplitst door het ontstaan van de grote zandplaat Noorderhaaks. Tussen de Noorderhaaks en Texel gaat het Marsdiep over in het Molengat, en tussen de Noorderhaaks en Huisduinen gaat het over in het Breewijd, dat weer overgaat in het Schulpengat en het Westgat. Even ten noordwesten van Den Helder bereikt het Marsdiep zijn diepste punt, een put van circa 45 meter diepte die Helsdeur wordt genoemd.
Ten gevolge van de zeestromingen en getijdestromingen kunnen heftige waterverplaatsingen plaatsvinden met stroomrafels, zoals zichtbaar is op bijgaande luchtfoto. Een doorvaart kan hierdoor lastig zijn, niet alleen door de stromingen, maar ook vanwege hevige golfslag.
In het Marsdiep leefde een groep van circa 40 tuimelaars die na de afsluiting van de Zuiderzee door de Afsluitdijk in 1932 verdween. In augustus en september 2004 zijn in het Marsdiep twee groepen tuimelaars waargenomen.
Over het Marsdiep wordt door TESO een veerdienst onderhouden tussen Texel en Den Helder. Twee schepen van de veerdienst zijn naar het Marsdiep genoemd: de Marsdiep van 1926-1956 en de Marsdiep van 1963-1992.
 Sinds 1998 vinden er continue metingen door het NIOZ plaats via onder de boot bevestigde meetapparatuur. De metingen betreffen diepte, zeestroming en verplaatsing van zand en slib
- Virtual International Authority File: 248752903